# میروسلاو بوگوساواتس
میروسلاو بوگوساواتس (سیریلیک صربی: Мирослав Богосавац؛ زادهٔ ۱۴ اکتبر ۱۹۹۶) بازیکن فوتبال اهل صربستان است.
از باشگاه‌هایی که در آن بازی کرده‌است می‌توان به باشگاه فوتبال احمد گروزنی و باشگاه فوتبال پارتیزان اشاره کرد.
وی همچنین در تیم‌های ملی فوتبال زیر ۲۱ سال صربستان و صربستان بازی کرده‌است.